# Скелетна флуороза
Скелетна флуороза (СФ) је хронична метаболичка болест костију и зглобова узрокована уносом великих количина флуорида водом за пиће, током неких радних процеса или ретко храном из ендемских подручја. Може се јавити и код деце и код одраслих и подсећа на артритис у раним клиничким фазама. СФ на крају може довести до укочености зглобова и болова, а такође може довести до слабљења костију или прелома код старијих одраслих особа.
СФ је болест која се може спречити, али не постоји ефикасан терапеутски агенс који би могао да излечи скелетну флуорозу. Сматра се да су исхрана есенцијалним хранљивим материјама и антиоксиданатима може бити начини за ограничавање токсичних утицаја флуора на здравље.
Индустријска скелетна флуороза је у порасту на глобалном нивоу код радника који су током радног процеса изложени флориту. 
Мерење густине костију је алат за рану дијагнозу болести.

## Основне информације
Флуороза је стање које се дешава због прекомерне изложености флуору. Флуорид је природни минерал који  у малим количинама помаже у спречавању каријеса, а у великим количинама, делује штетно по здравље. Скоро сва вода садржи нешто флуора. У зависности од локације у свету, извор воде може да садржи премало или превише. Америчко Министарство здравља и социјалних служби препоручује ниво од 0,7 милиграма по литру (мг/Л) флуорида у води за пиће, што се сматра довољном количином да се смањите ризик од каријеса , али не толико и количином која се може развијете здравствене проблеме. 
Флуорид је кумулативни токсин који може да промени акрецију и ресорпцију коштаног ткива. Такође утиче на хомеостазу минералног метаболизма костију. Укупна количина унесеног флуора је једини најважнији фактор који одређује клинички ток болести коју карактерише имобилизација зглобова аксијалног скелета и великих зглобова екстремитета. 
Комбинација остеосклерозе, остеомалације и остеопорозе различитог степена, као и формирање егзостозе карактерише лезије костију. У појединим случајевима примећује се секундарни хиперпаратироидизам са удруженим карактеристичним променама костију. 
Супротно ранијим размишљањима да је то болести старијих, тешки облици скелетне флуорозе се такође виде у педијатријској старосној групи. 
Повећани метаболизам костију, поремећена синтеза колагена у костима и повећана авидност за калцијумом су карактеристике токсичности флуора. 
Остеосклеротична слика је евидентна када се мале дозе флуорида уносе у организам током дужег временског периода током којег је унос калцијума наизглед нормалан, док су остеопоротични облици чести у педијатријској старосној групи и са већим телесним оптерећењем елементом. Промене у хормонима које се тичу метаболизма минерала костију се такође виде код флуорозе. Бубрези су примарни орган излучивања флуорида. Старост, пол, унос калцијума у исхрани, доза и трајање уноса флуорида и бубрежна ефикасност у рсекрецији флуора су само неки од фактори који утичу на исход болести. 
Параметри серума ретко помажу у дијагнози. Повишен флуорид у мокраћи и повећан садржај флуорида у костима су главни показатељи токсичности флуорида. 

## Епидемиологија
У неким областима света СФ је ендемична.  УНИЦЕФ процењује да је „флуороза ендемска у најмање 25 земаља широм света, а њен најтежи и најраширенији облик јављања је у две најнасељеније земље света  Индији и Кини.
Укупан број оболелих на глобалном нивоу није познат, али према реалним проценама број оболелих се креће у десетинама милиона“.
У Индији је 20 држава идентификовано је као ендемско подручје, са процењеном да је  60 милиона људи у опасности и 6 милиона особа са инвалидитетом; и да око 600.000 може развити неуролошки поремећај као последицу СФ.
Радници који раде са криолитом (у соби за млевење) и радници који раде на рафинацији криолита и његовој употребе у електролитичкој редукцији глинице за производњу алуминијума,  под повећаним су ризиком од излагања флуориду из кога се производе флуорити. Међу овим радницима први пут је препозната скелетна флуороза 1931  која се манифестовала у виду коштане егзостозе, калцификације лигаменте, кифозе и стенозе кичме, а нешто касније и дентална флуороза. Ови радници су данима били изложениу флуориду у дози од 20-80 мг/дан током 10-20 година. За разлику од ових радника код радника изложених дози флуорида < 8 мг/дан чак током 14 година нису нису нађене скелетне промене.
Зубна глеђ осталаје ишарана зубном флуорозом при уносу доза од 2-4 мг/дан флуора у води за пиће која је измерена код становника у регионима Индије, Кине, Африке и Јужне Америке.
У Кини је откривена флуороза животне средине узрокована угљем са високим садржајем флуора који се спаљује у затвореном простору.

## Патофизиологија
Пошто је црево главно место апсорпције флуорида, висок унос флуорида је повезан са променама у цревној микробиоти, редокс неравнотежом у цревним ћелијама, кој доводи до оштећења ректалне баријере. Такође је утврђено да повећани унос флуорида може бити повезан са ризиком од инфламаторних болести црева (ИБЦ), међутим, није пријављено специфично ограничење дозе за исто.. Осим тога, ризик од различитих карцинома, укључујући онај дебелог црева, повезан је са повећаним флуоридом у води за пиће. Показало се да унос флуорида инхибира активност АТПазе зависне од На/К+ у више типова ћелија, што смањује апсорпција глукозе у цревним ћелијама након излагања флуориду.
Утицај на здравље повезан са токсичношћу флуора обично се посматра као флуороза зуба и скелетна флуороза, а познато је и да јони флуора изазивају инактивацију ензима, редокс неравнотежу и оштећење ДНК.

### Фазе у развоју болести
| Фазe у развоју остеосклерозе | Ниво концентрације флуорида (mgF/kg) | Симптоми/знаци |
| Нормална кост                | 500 до 1.000                         | Нормално |
| Претклиничка фаза            | 3.500 до 5.500                       | Асимптоматски (без симптома за пацијента), благо уочљиво повећање коштане масе на рендгенским снимцима                                                                                               |
| Клиничка фаза I              | 6.000 до 7.000                       | Спорадични бол ; укоченост зглобова ; остеосклероза у карлици и кичми |
| Клиничка фаза II             | 7.500 до 9.000                       | Хронични бол у зглобовима ; симптоми артритиса ; мала калцификација лигамената ; повећана остеосклероза и спужваста кост ; са/без остеопорозе дугих костију                                          |
| Клин ичка фаза III           | 8.400                                | Ограничење покрета зглобова, калцификација лигамената врата кичменог стуба, онемогућавање деформитета кичме и великих зглобова, губитак мишићне масе; неуролошки дефекти/компресија кичмене мождине. |